# أنطون ثيودور هاريس
أنطون ثيودور هاريس (بالنرويجية البوكمول: Anton Theodor Harris)‏ هو سياسي نرويجي، ولد في 5 يوليو 1804، وتوفي في 6 مارس 1866. انتخب عضو برلمان النرويج ‏.